# كارل كرو
كارل كرو (بالإنجليزية: Carl Crow)‏ هو كاتب سير أمريكي، ولد في 1884 في ميزوري في الولايات المتحدة، وتوفي في 1945.